# Leucochrysa ampla
Leucochrysa ampla är en insektsart som först beskrevs av Walker 1853.  Leucochrysa ampla ingår i släktet Leucochrysa och familjen guldögonsländor. Inga underarter finns listade i Catalogue of Life.